# Trofeo Mundial de Rugby Juvenil 2024
El Trofeo Mundial de Rugby Juvenil 2024 fue la decimocuarta y última edición del torneo que organizó la World Rugby para menores de 20 años.
El torneo se disputó en el Edinburgh Rugby Stadium de Edimburgo, Escocia.

## Fase de grupos
Nota: Se otorgan 4 puntos al equipo que gane un partido y 2 al que empate
Puntos Bonus: 1 punto por convertir 4 tries o más en un partido y 1 al equipo que pierda por no más de 7 tantos de diferencia

### Grupo A
| Pos. | Equipo    | Encuentros | Encuentros | Encuentros | Encuentros | Tantos  | Tantos    | Tantos     | Puntos Bonus | Puntos Totales |
| Pos. | Equipo    | jugados    | ganados    | empatados  | perdidos   | a favor | en contra | diferencia | Puntos Bonus | Puntos Totales |
| ---- | --------- | ---------- | ---------- | ---------- | ---------- | ------- | --------- | ---------- | ------------ | -------------- |
| 1    | Escocia   | 3          | 3          | 0          | 0          | 270     | 25        | +245       | 3            | 15             |
| 2    | Japón     | 3          | 2          | 0          | 1          | 196     | 73        | +123       | 2            | 10             |
| 3    | Samoa     | 3          | 1          | 0          | 2          | 61      | 223       | -162       | 1            | 5              |
| 4    | Hong Kong | 3          | 0          | 0          | 3          | 39      | 245       | -206       | 0            | 0              |

#### Primera fecha
| 2 de julio | Japón | 105 - 20 | Hong Kong |  |  |

| 2 de julio | Escocia | 123 - 15 | Samoa |  |  |

#### Segunda fecha
| 7 de julio | Escocia | 101 - 0 | Hong Kong |  |  |

| 7 de julio | Japón | 81 - 7 | Samoa |  |  |

#### Tercera fecha
| 12 de julio | Hong Kong | 19 - 39 | Samoa |  |  |

| 12 de julio | Escocia | 46 - 10 | Japón |  |  |

### Grupo B
| Pos. | Equipo         | Encuentros | Encuentros | Encuentros | Encuentros | Tantos  | Tantos    | Tantos     | Puntos Bonus | Puntos Totales |
| Pos. | Equipo         | jugados    | ganados    | empatados  | perdidos   | a favor | en contra | diferencia | Puntos Bonus | Puntos Totales |
| ---- | -------------- | ---------- | ---------- | ---------- | ---------- | ------- | --------- | ---------- | ------------ | -------------- |
| 1    | Estados Unidos | 3          | 3          | 0          | 0          | 106     | 65        | +41        | 2            | 14             |
| 2    | Uruguay        | 3          | 2          | 0          | 1          | 72      | 55        | +17        | 2            | 10             |
| 3    | Países Bajos   | 3          | 1          | 0          | 2          | 100     | 79        | +21        | 2            | 6              |
| 4    | Kenia          | 3          | 0          | 0          | 3          | 27      | 106       | -79        | 0            | 0              |

#### Primera fecha
| 2 de julio | Uruguay | 25 - 7 | Kenia |  |  |

| 2 de julio | Países Bajos | 33 - 44 | Estados Unidos |  |  |

#### Segunda fecha
| 7 de julio | Uruguay | 15 - 32 | Estados Unidos |  |  |

| 7 de julio | Países Bajos | 51 - 3 | Kenia |  |  |

#### Tercera fecha
| 12 de julio | Kenia | 17 - 30 | Estados Unidos |  |  |

| 12 de julio | Uruguay | 32 - 16 | Países Bajos |  |  |

## Finales

### 7º puesto
| 17 de julio | Hong Kong | 34 - 14 | Kenia |  |  |

### 5º puesto
| 17 de julio | Samoa | 29 - 46 | Países Bajos |  |  |

### 3º puesto
| 17 de julio | Japón | 75 - 22 | Uruguay |  |  |

### 1º puesto
| 17 de julio | Escocia | 48 - 10 | Estados Unidos |  |  |

| Bandera de Escocia |
| Campeón Escocia    |
| Primer título      |